# لین هیون (فلوریدا)
لین هیون (به انگلیسی: Lynn Haven) شهری در شهرستان بی ایالت فلوریدا است که در سال ۱۹۱۳ بنیان‌گذاری شده‌است. این شهر طبق سرشماری سال ۲۰۱۰ میلادی، ۱۸٬۴۹۳ نفر جمعیت داشته و مساحت آن نیز ۲۴٫۷ کیلومتر مربع است.